# 丁斐
丁 斐（てい ひ、生没年不詳）は、中国後漢末期の武将。曹操に仕えた。字は文侯。本貫は豫州沛国譙県（現在の安徽省亳州市譙城区）。子は丁謐。

## 経歴
永漢元年（189年）9月、曹操が募兵のため陳留を訪れた際、同郷人である丁斐も曹操の幕下に加わるために彼の前に現れた。しかし、丁斐は金銭欲が貪欲で賄賂を要求したり犯罪的行為を行う事も有り、その事を多くの人が曹操に訴え罰を与える事を求めたが曹操は丁斐を許した。
建安元年（196年）、曹操は許都に献帝を迎えた。曹操は丁斐を典軍校尉に任命し、彼に皇宮内外の兵馬の管理を任せ、その助言に度々耳を傾けた。
建安16年（211年）、馬超とそれに与した韓遂・楊秋・李堪・成宜らの謀反が起きた。7月、曹操は自ら兵を率いて西征の途につき、丁斐もそれに随軍した（潼関の戦い）。この戦の折、曹操が渡河しようとした時を狙った馬超軍が大勢の騎兵で襲い掛かり、その命が危うかった所を丁斐は多くの牛馬を放して、敵の気を逸らしたため曹操は無事渡河する事が出来た。曹操の丁斐に対する信任は益々厚くなった。
建安21年（216年）、曹操の呉討伐に随軍した際、丁斐の飼っている牛の多くが痩せて病気になってしまった。丁斐はこっそりその牛を曹操の牛と交換した所、それを目撃した者が居たため事件が明るみに出てしまった。しかし曹操は丁斐の言い訳を聞くと、笑って彼を許した。数年後、丁斐は病で亡くなった。